# Almamegretta
Almamegretta est un groupe SKA / rap / dub /reggae/World crée à Naples en 1987. Leurs paroles sont en napolitain.

## Histoire
Le groupe a été créé par Gianni Mantice, Patrizia Di Fiore et Gennaro Tesone en 1987. En 1990, Patrizia a quitté le groupe, remplacée par Raiz et Paolo Polcari. D.Rad a ensuite rejoint le groupe. Raiss (également orthographié Rais et Raiz) a quitté le groupe en 2003, poursuivant une carrière solo. Il est revenu dans le groupe en 2013 pour Controra. En 2004, D.RaD est décédé après être tombé de son scooter alors qu'il roulait sous la pluie.
Leur musique connaît un certain succès et aboutit à une reprise remixée par Massive Attack. Adrian Sherwood a également repris leur album Sanacore.

## Discographie

### Albums
- 1992 : Figli di Annibale
- 1993 : Animamigrante (CNI)
- 1994 : Fattalla
- 1995 : Sanacore (CNI)
- 1995 :  Sanacore (reprises)
- 1996 : Indubb, BMG) Remix
- 1998 : Lingo (BMG)
- 1998 : Suonno
- 1999 : 4/4 (BMG)
- 2001 : Imaginaria (BMG)
- 2002 : Venite! Venite! (BMG)
- 2003 : Sciuoglie 'e Cane (Sanacore)
- 2004 : Sciuoglie 'e Cane (Sanacore) en direct
- 2006 : Almamegretta présente Dubfellas (Sanacore)
- 2008 : Vulgus (Sanacore)
- 2013 : Controra (Universal)[5].
- 2016 : EnnEnne (Sanacore/Goodfellas)
- 2017 : EnnEnne Dub